# BUKO Stadion
Het BUKO Stadion, gelegen op Sportpark Schoonenberg is een Nederlands voetbalstadion waar Telstar zijn thuiswedstrijden afwerkt. Het stadion is gelegen in Velsen-Zuid (gemeente Velsen). Het stadion werd officieel geopend op zaterdag 27 maart 1948 met een wedstrijd tussen zijn toekomstige bespelers, VSV en Stormvogels. De nieuwe hoofdtribune is ontworpen door Zwarts & Jansma architecten.

## Historie

### Wederopbouw Velzen
Tijdens de Tweede Wereldoorlog had de gemeente Velsen zwaar te lijden onder het "Duitse vandalisme". De voetbalvelden van de eerste klas verenigingen Velseroorder Sport Vereniging en IJmuidensche Voetbal Vereeniging Stormvogels werden onherstelbaar vernield. Gemeentebestuurders, VSV en Stormvogels werkten samen om snel een nieuw stadion te bouwen. Volgens de wederopbouwplannen werd het nieuwe sportpark in het landgoed Schoonenberg aangelegd.
Het gemeentelijk sportpark Schoonenberg werd op zaterdag 27 maart 1948 officieel geopend met een onderlinge wedstrijd van beide thuisclubs. De bouwplannen werden stapsgewijs gerealiseerd, vanwege de schaarste aan bouwmaterialen. Op het einde van het jaar had het stadion een capaciteit van 8.000 toeschouwers. Achter de doelen lagen aarden wallen, in het oosten een staantribune en aan de westzijde een open zittribune langs het hele veld met een kleine houten overdekte zittribune. De bedoeling was om de aarden wallen tot staantribunes om te bouwen, de staantribune tot een open zittribune, en de open zittribune tot een volledig overdekte zittribune.
Halverwege de jaren 1960 was het stadion geschikt voor 17.000 toeschouwers, maar als Ajax of Feyenoord op bezoek kwam, dan pasten er wel 20.000 in. In 1967 leidde dit tot chaos bij Telstar-Ajax. De aftrap werd een kwartier vertraagd, om de supporters die voor de tribunes op het veld stonden, weg te krijgen. In het gedrang ontstonden vechtpartijtjes op de tribunes. Johan Cruijff kreeg in de 39e minuut een strafschop cadeau, waaruit Ajax de score opende. Dat verslechterde de stemming, waarna twee dronkenlappen het veld oprenden en een doelpunt voor Telstar probeerden te maken. Doelman Gert Bals voorkwam dit, waarna een van de "invallers" met pijn en moeite weg hinkte. De twee werden achternagezeten door honderden supporters die ook het veld bestormden.

### Nieuwe hoofdtribune
Ondanks de kredietcrisis werd in 2009 een nieuwe hoofdtribune gebouwd, naar een ontwerp van Zwarts & Jansma Architecten. De tribune over de volle lengte van het veld, heeft bovenaan een business lounge met daaronder kleedlokalen en andere faciliteiten. Een dak van lichtdoorlatend PVC-doek, ondersteund door doorlopende houten spanten, zorgt voor een zonnigere sfeer dan de oude, donkere golfplaten daken. Midden tussen de spanten wordt het doek omlaag getrokken, om het doek onder spanning te zetten. Op deze lage punten wordt het regenwater afgevoerd. De gevels zijn van antracietkleurige bakstenen. Zij worden onderbroken door de hoge glazen gevel van de in het midden liggende ingangspartij.
Het stadion had na de verbouwing overdekte zittribunes aan de lange zijden van het veld: de hoofdtribune aan de westzijde, en de tribune met stalen overkapping met raatliggers aan de oostkant. Aan de noord- en zuidkant lagen nog altijd de oorspronkelijke aarden wallen met betonnen staantribunes uit de jaren 1950. Deze voldeden al lang niet meer aan de moderne eisen en konden dus niet worden gebruikt voor het herbergen van supporters. In het seizoen 2010-2011 is er op de zuidtribune een staantribune geplaatst, die plaats bood aan 400 supporters. Op de noordtribune werd in 2022 een noodtribune geplaatst.

### Aanpassingen voor Eredivisie
In de zomer van 2025 werd het stadion flink verbouwd na de promotie van Telstar naar de Eredivisie:
- Het kunstgrasveld maakte plaats voor een verwarmd veld met natuurlijk gras;
- Voor de oosttribune werden drie rijen met tijdelijke stoeltjes geplaatst;
- Het uitvak aan de zuidzijde, een staantribune voor 250 man, werd een veldbrede tribune met 400 stoeltjes;
- De aarden wal met noordtribune werd geslecht en vervangen door een overdekte zittribune voor 2.000 toeschouwers.

De noordtribune krijgt in het najaar een meer permanente dakconstructie. Daarnaast kwamen er hogere hekwerken om het uitgedeelte, om ongeregeldheden te voorkomen. Dit werd nodig, omdat na de halve finale van de playoffs in mei 2025, "supporters" van FC Den Bosch het veld bestormden. Vervolgens werd gevochten met "supporters" van Telstar. In de huidige situatie bedraagt de totale capaciteit van het stadion 6.000 plaatsen, met 400 plaatsen gereserveerd voor de bezoekers.

## Sponsornamen Stadion
Schoonenberg of Telstar Stadion wordt regelmatig hernoemd naar een nieuwe hoofdsponsor. In juli 2025 werd het stadion omgedoopt tot BUKO Stadion, vernoemd naar de Beverwijkse hoofdsponsor BUKO Infrasupport.
| Van      | Tot     | Sponsor         | Bron   |
| -------- | ------- | --------------- | ------ |
| 2009/10  | 2013/14 | Tata Steel      | [ 13 ] |
| feb 2016 | 2019/20 | Rabobank IJmond | [ 13 ] |
| jan 2021 | 2022/23 | BUKO            | [ 14 ] |
| 2023/24  | 2024/25 | 711             | [ 15 ] |
| 2025/26  | 2026/27 | BUKO            | [ 16 ] |

## Bijzondere wedstrijden
| Voetbalinterlands | Voetbalinterlands | Voetbalinterlands | Voetbalinterlands | Voetbalinterlands | Voetbalinterlands | Voetbalinterlands | Voetbalinterlands |
| №                 | Datum             | Wedstrijd         | Uitslag           | Competitie        | Toeschouwers      | Bron              |                   |
| ----------------- | ----------------- | ----------------- | ----------------- | ----------------- | ----------------- | ----------------- | ----------------- |
| 1                 | 25 november 2012  | Nederland – Wales | 2 – 0             | Vriendschappelijk | maximaal 3.300    | [ 17 ] [ 18 ]     |                   |

## Galerij

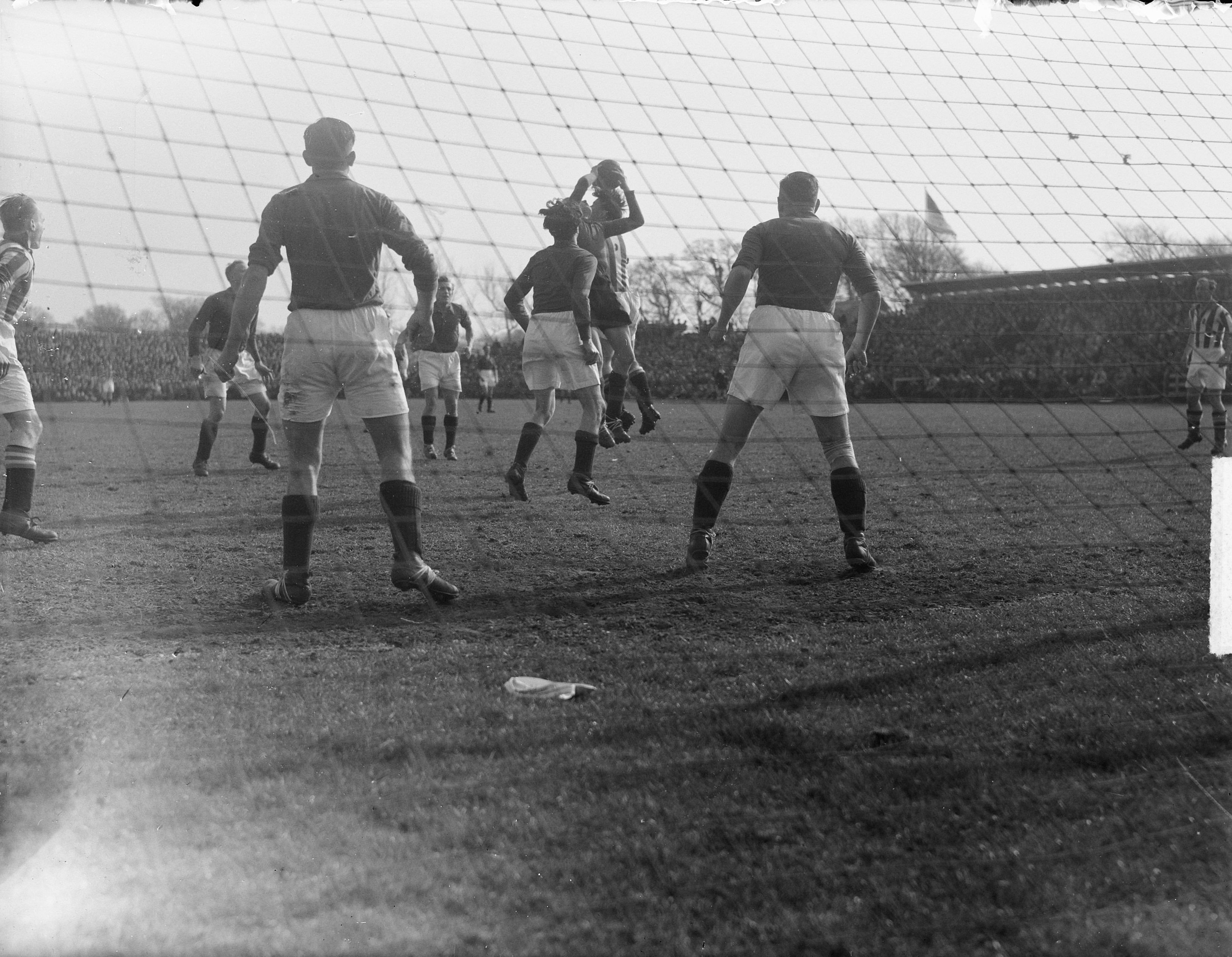
maart 1949, Competitie landskampioenschap: VSV-Heerenveen 1-4
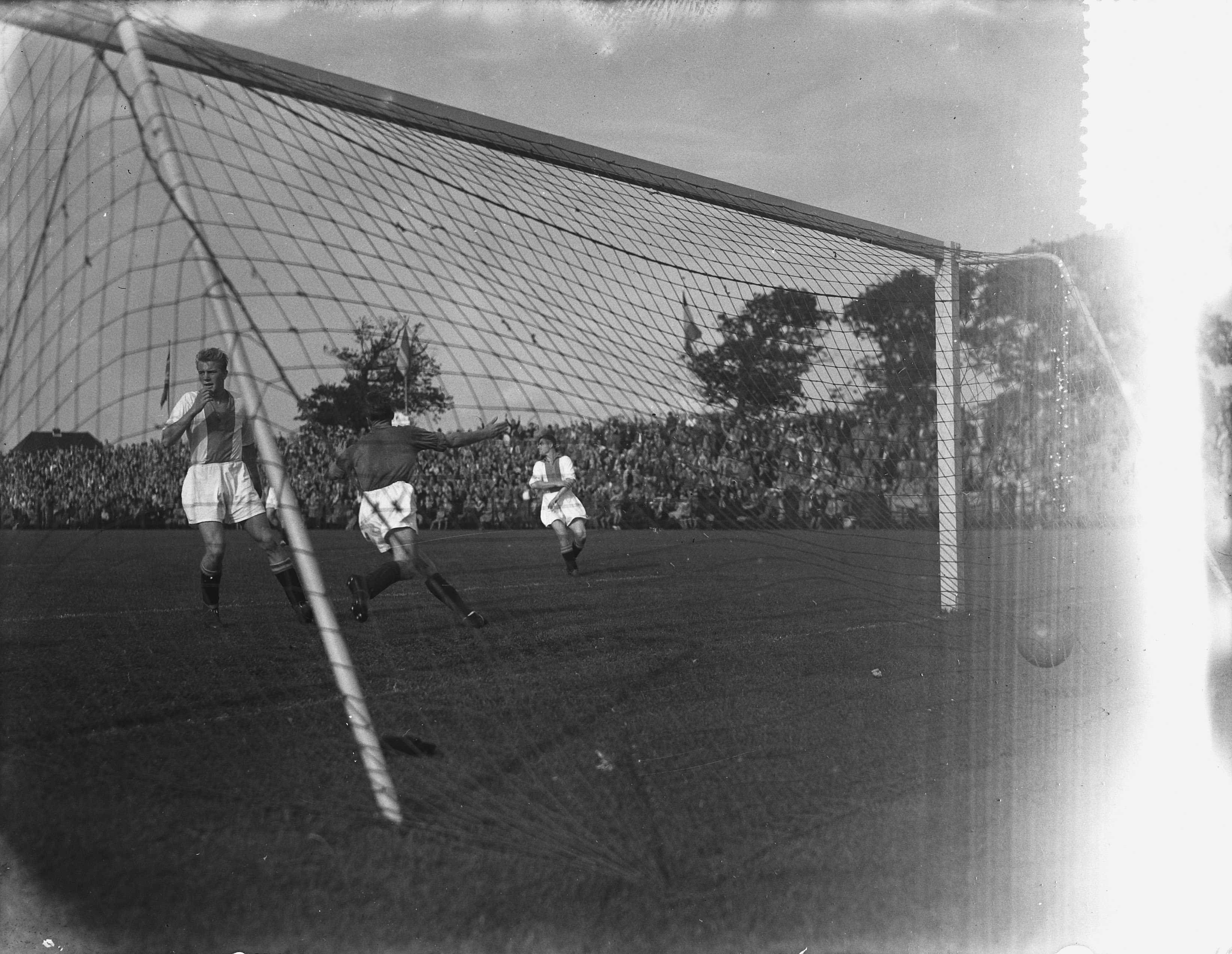
7 september 1952: VSV-Ajax 3-2 open tribunes
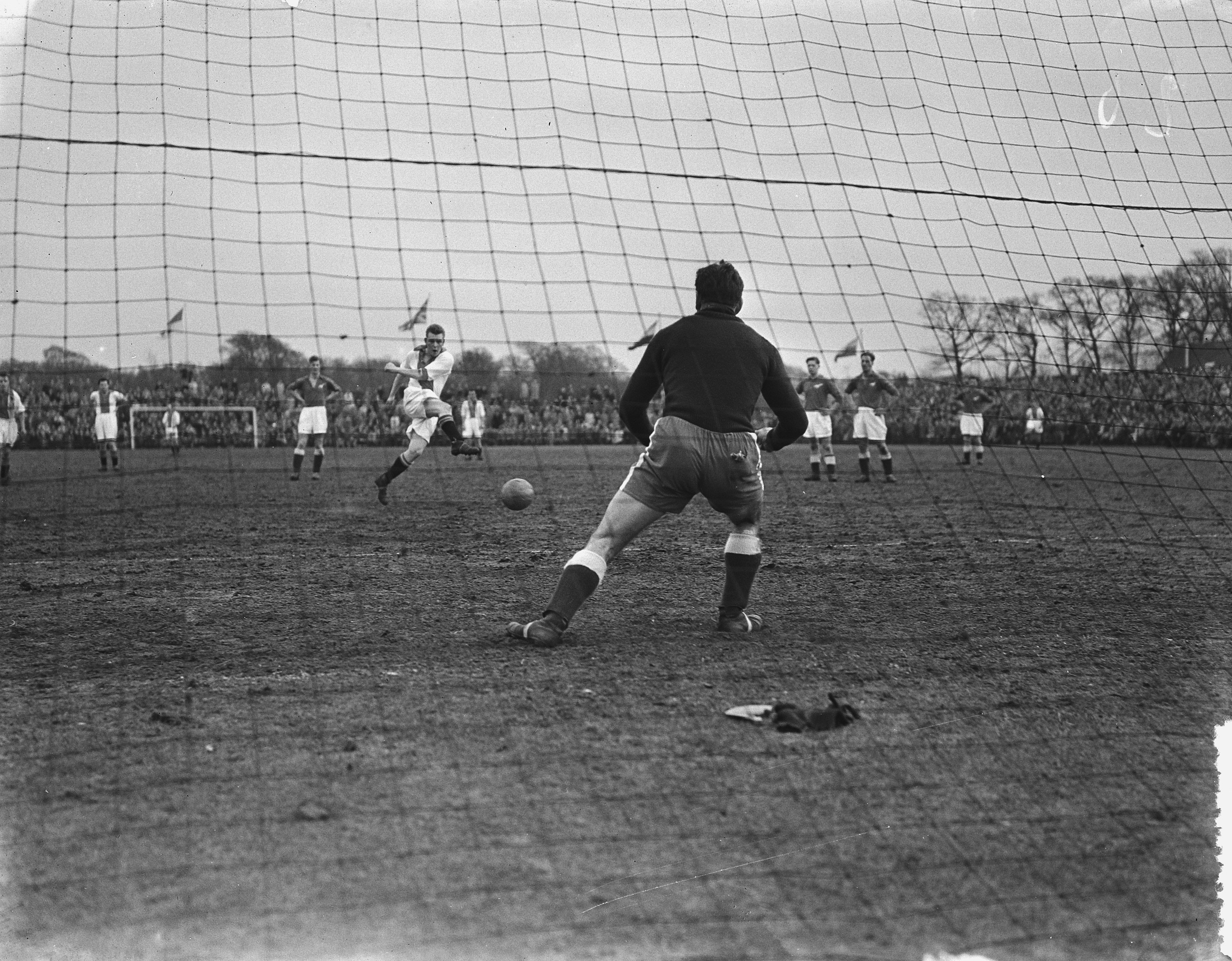
22 maart 1954: Stormvogels-Ajax 2-2, met vier strafschoppen
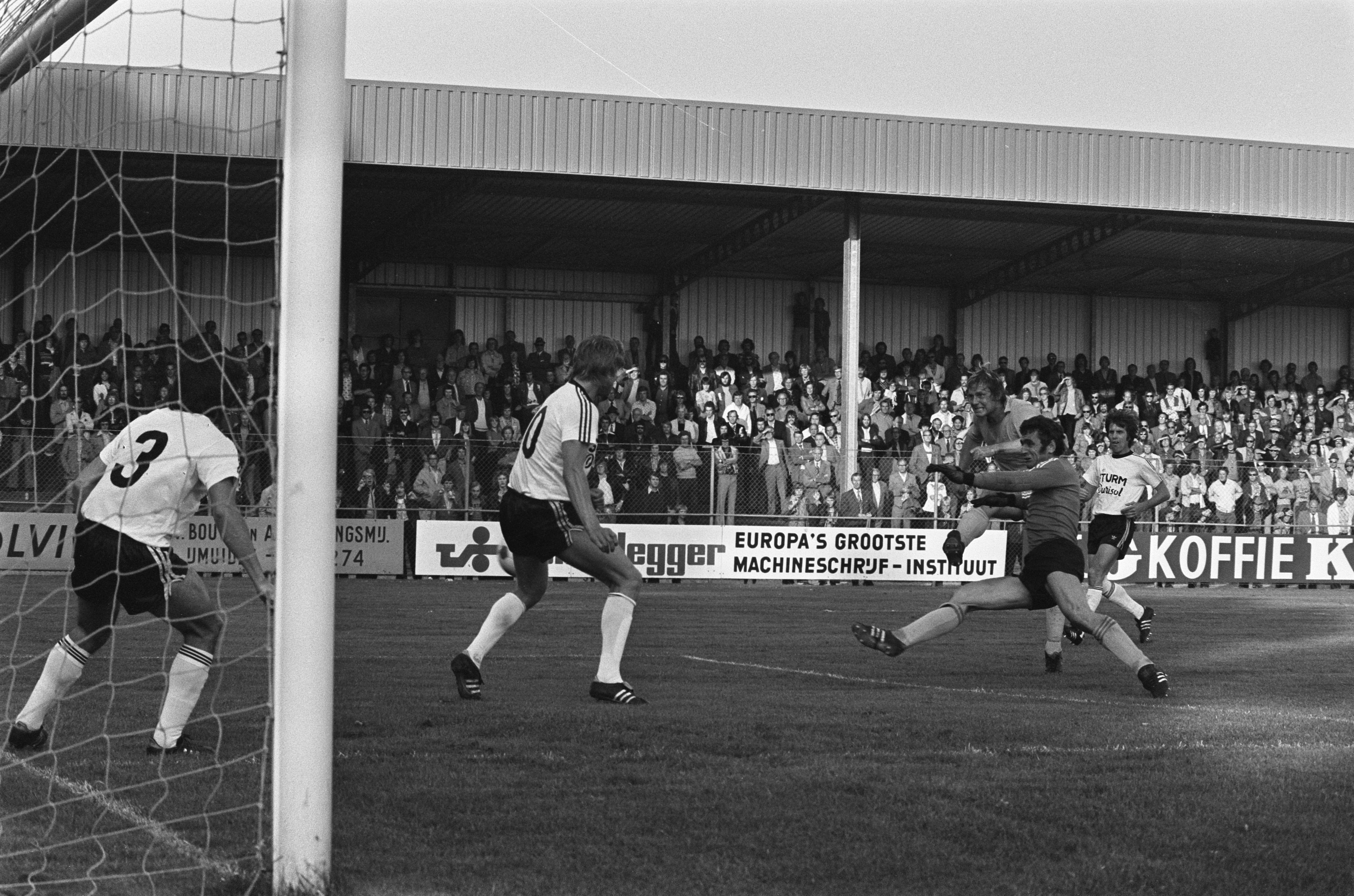
26 juli 1975, Intertoto: Telstar-Sturm Graz 1-0, Cees van Kooten scoort
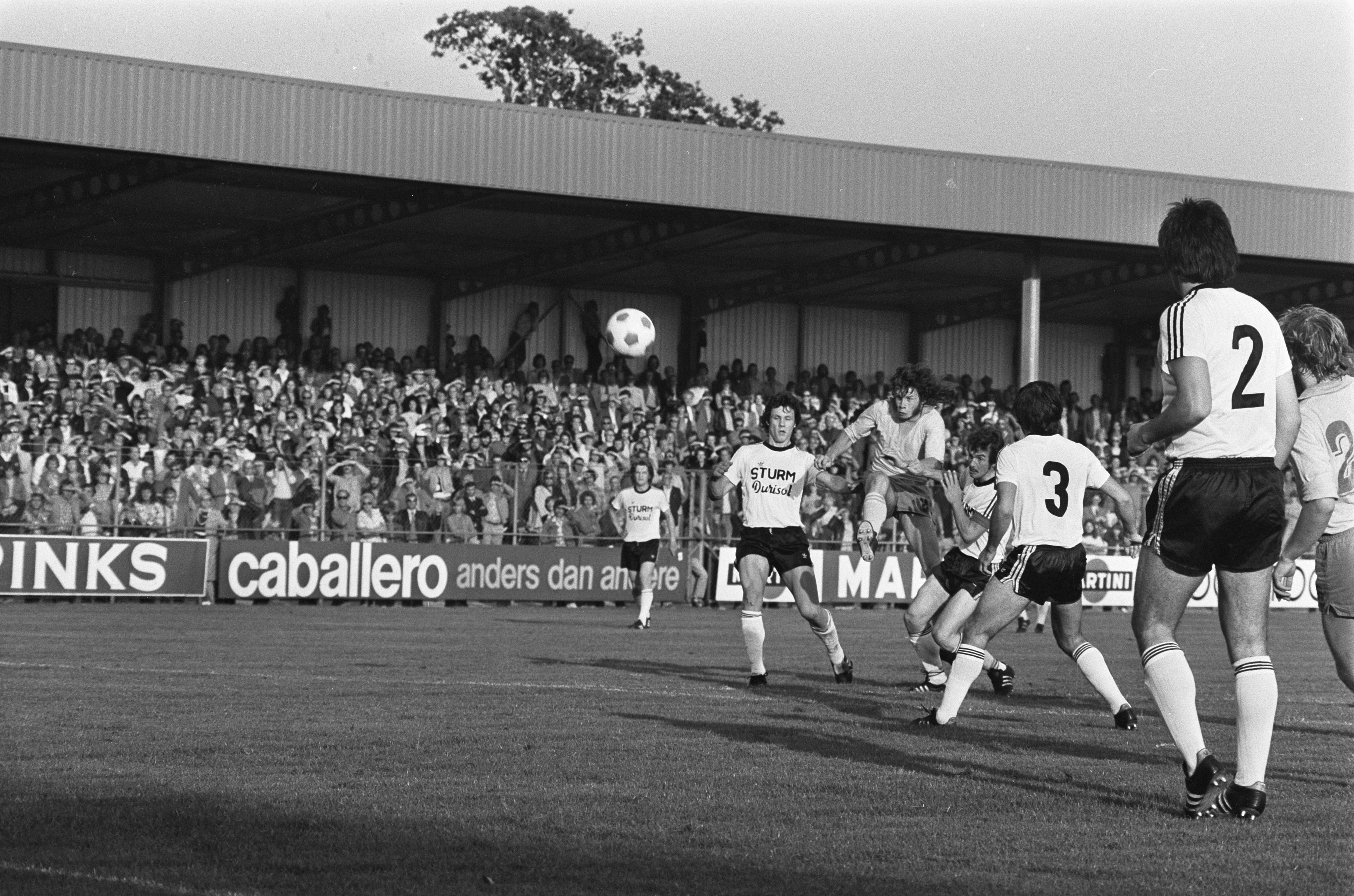
Poging Co Stout. Oosttribune nog zonder dakreclame
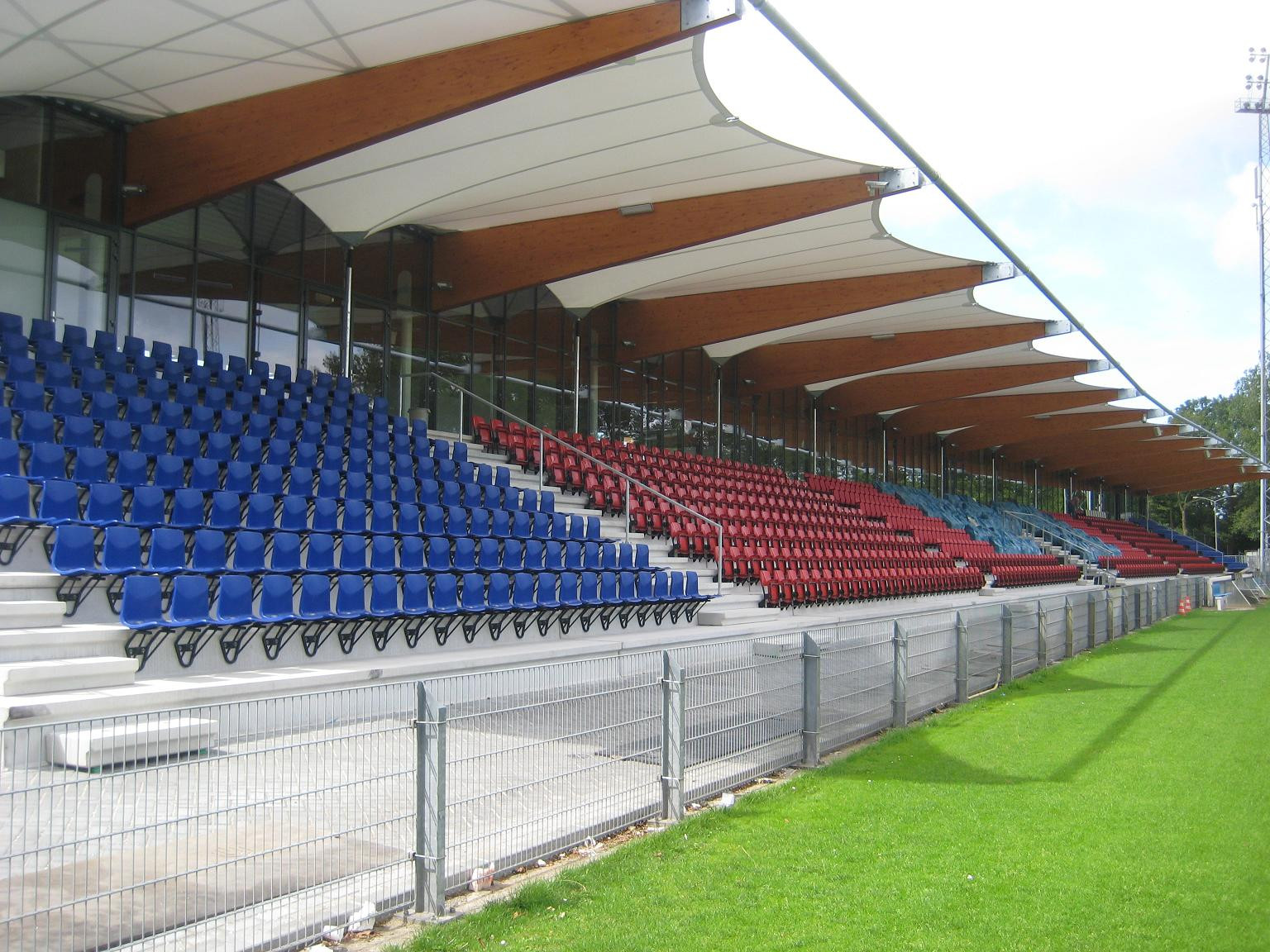
24 juli 2009: nieuwe hoofdtribune met markante dakconstructie
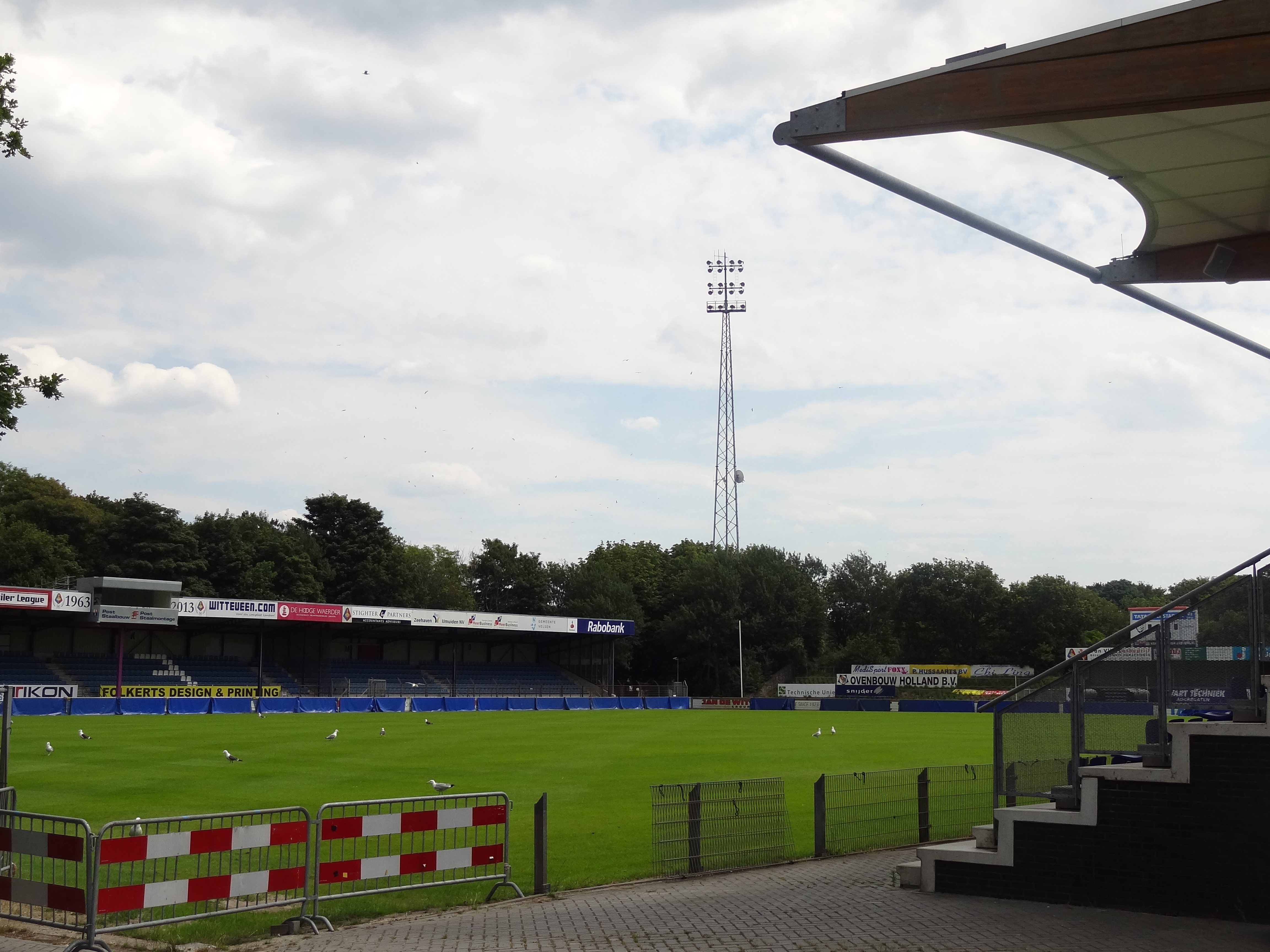
4 juli 2014: links oostzijde, rechts hoofdtribune aan westzijde
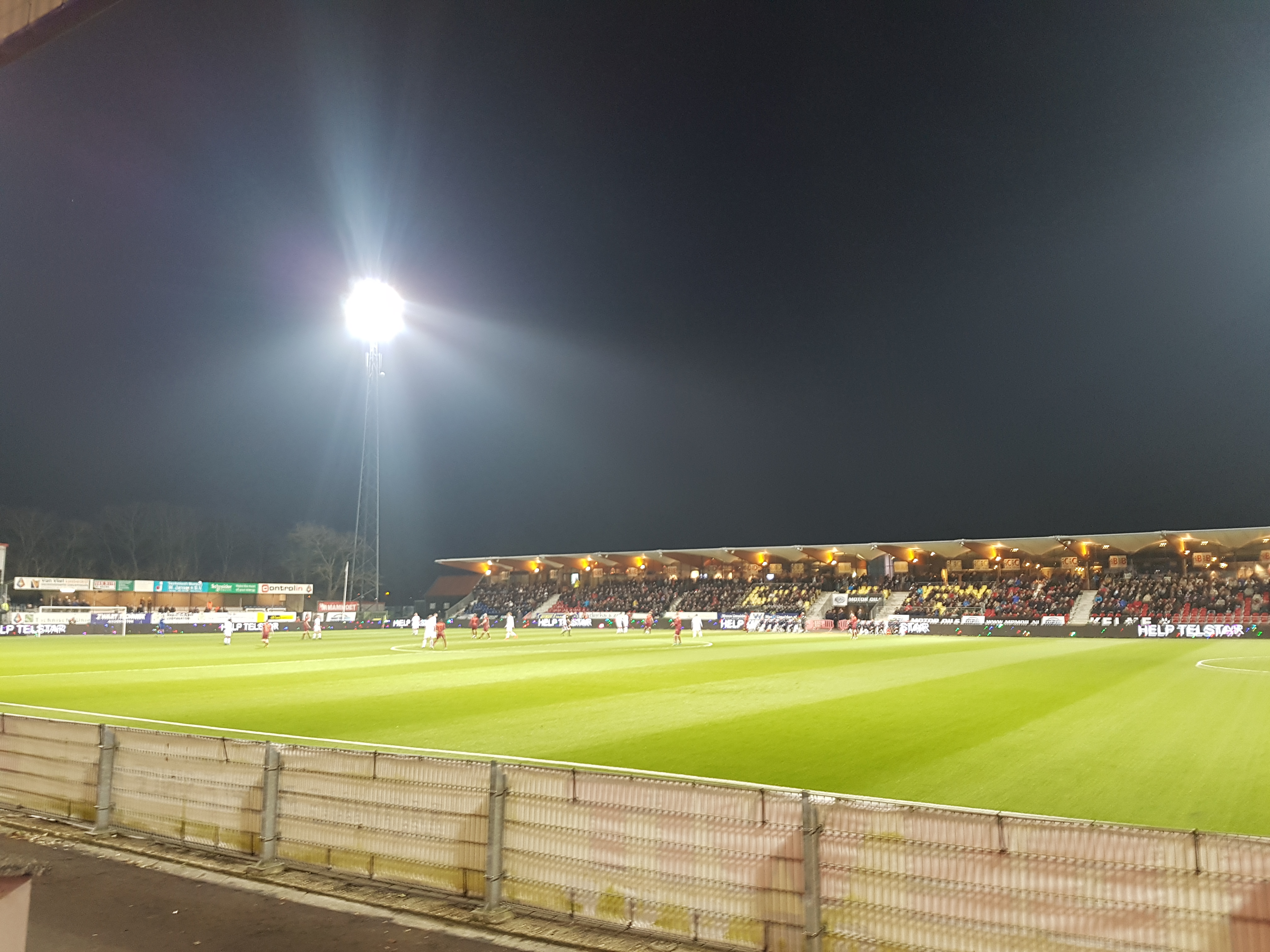
24 maart 2018: uitvak zuidzijde en hoofdtribune in het donker
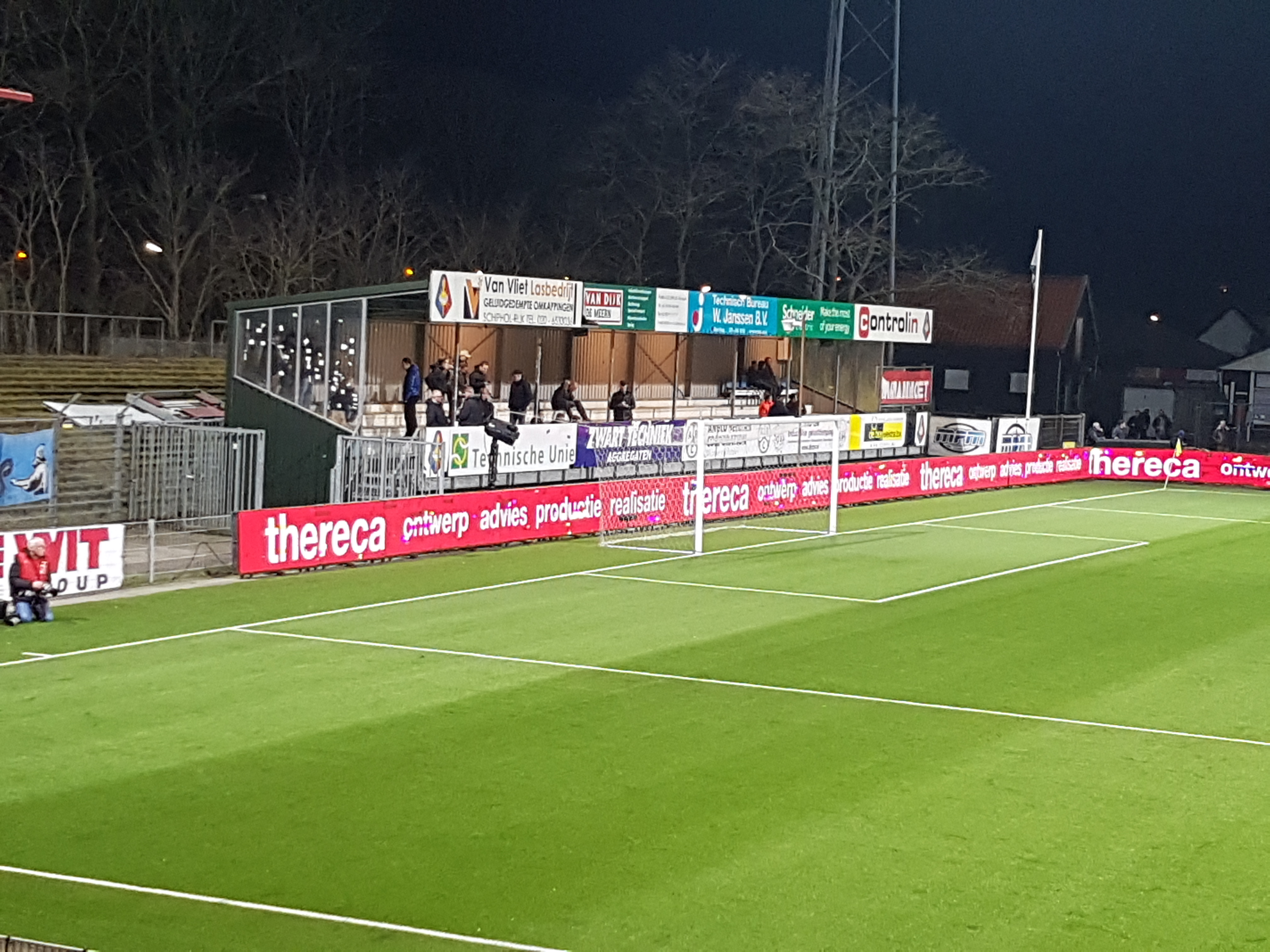
uitvak met daarachter de afgekeurde oude staanplaatsen

Abe Lenstra Stadion (sc Heerenveen) ·
De Adelaarshorst (Go Ahead Eagles) ·
AFAS Stadion (AZ) ·
BUKO Stadion (Telstar) ·
Erve Asito (Heracles Almelo) ·
Euroborg (FC Groningen) ·
Stadion Feijenoord (Feyenoord) ·
Fortuna Sittard Stadion (Fortuna Sittard) ·
Stadion Galgenwaard (FC Utrecht) ·
De Goffert (N.E.C.) ·
De Grolsch Veste (FC Twente) ·
Johan Cruijff ArenA (Ajax) ·
Het Kasteel (Sparta Rotterdam) ·
Kras Stadion (FC Volendam) ·
MAC³PARK stadion (PEC Zwolle) ·
Philips Stadion (PSV) ·
Rat Verlegh Stadion (NAC Breda) ·
Woudestein (Excelsior Rotterdam)
AFAS Trainingscomplex (Jong AZ) ·
Frans Heesen Stadion (TOP Oss) ·
GelreDome (Vitesse) ·
De Geusselt (MVV Maastricht) ·
GS Staalwerken Stadion (Helmond Sport) ·
De Herdgang (Jong PSV) ·
Jan Louwers Stadion (FC Eindhoven) ·
Seacon Stadion - De Koel - (VVV-Venlo) · 
Koning Willem II Stadion (Willem II) ·
Kooi Stadion (SC Cambuur)  · 
Mandemakers Stadion (RKC Waalwijk) ·
De Oude Meerdijk (FC Emmen) ·
M-Scores Stadion (FC Dordrecht) ·
Parkstad Limburg Stadion (Roda JC Kerkrade) ·
De Toekomst (Jong Ajax) ·
De Vijverberg (De Graafschap) ·
De Vliert (FC Den Bosch) ·
WerkTalent Stadion (ADO Den Haag) · 
Yanmar Stadion (Almere City FC) ·
Sportcomplex Zoudenbalch (Jong FC Utrecht)
AFAS Trainingscomplex (AZ Vrouwen) ·
WerkTalent Stadion (ADO Den Haag Vrouwen) ·
Het Diekman (FC Twente Vrouwen) ·
Heksenwiel (NAC Breda Vrouwen) ·
De Herdgang (PSV Vrouwen) ·
BUKO Stadion (Telstar Vrouwen) ·
Skoatterwâld (sc Heerenveen Vrouwen) ·
De Vegtlust (PEC Zwolle Vrouwen) ·
De Toekomst (Ajax Vrouwen) ·
Woudestein (Excelsior Vrouwen) ·
Varkenoord (Feyenoord Vrouwen) ·
Zoudenbalch (FC Utrecht Vrouwen)
Alkmaarderhout (Alkmaar '54/AZ '67/AZ) ·
Amsterdamsestraatweg (Elinkwijk) ·
De Baandert (Sittardia/FSC/Fortuna Sittard) ·
Beatrixstraat (NAC) ·
De Berckt (SC Venlo'54/VVV) ·
Berg & Bos (AGOVV/AGOVV Apeldoorn) ·
Birkhoven (SC Amersfoort/HVC) ·
De Blauwe Kei (Baronie) ·
Bornsestraat (Heracles/SC Heracles '74) ·
De Boschpoort (MVV) ·
Botenlaan (Brabantia) ·
De Braak (Helmondia '55/Helmond Sport) ·
Brasserskade (DHC) ·
Breestraat (KFC/FC Zaanstreek) ·
Buiksloterbanne (De Volewijckers) ·
Cambuurstadion (SC Cambuur/Leeuwarden) ·
Damlaan (Hermes DVS) ·
Het Diekman (Sportclub Enschede/FC Twente) ·
Duinhorst (Den Haag/Flamingo's '54) ·
Esserberg (Be Quick) ·
Fatimastraat (Baronie) ·
FC Twente-trainingscentrum (FC Twente Vrouwen) ·
Stadion Feijenoord (SVV) ·
Floreslaan (Fortuna Vlaardingen/FC Vlaardingen '74) ·
Fortuna Sittard Stadion (Fortuna Sittard Vrouwen) ·
Frankelandsedijk (SVV) ·
Galgenwaard (DOS/Velox) ·
Gemeentelijk Sportpark Hilversum (SC 't Gooi/SC Gooiland/Hilversum) ·
Gemeentelijk Sportpark Tilburg (Willem II/NOAD) ·
Haarlemstadion (HFC Haarlem) ·
Harga (Hermes DVS/SVV) ·
Heekpark (SC Enschede/Enschedese Boys) ·
Heekstraat (Rigtersbleek) ·
Heerlenersteenweg (Juliana) ·
De Heikant (Achilles '29/Achilles '29 Vrouwen) ·
Het Heuveltje (Oldenzaal) ·
Hoornseveld (ZFC) ·
Houtrust (Holland Sport/SHS) ·
Houtsdonk (Helmond) ·
Industriestraat (NOAD) ·
Irislaan (VC Vlissingen/VCV Zeeland) ·
Jonkerbergstraat (Roda Sport) ·
Kaalheide (Rapid '54/Rapid JC/Roda JC/Roda JC Vrouwen) ·
Het Kasteel (Xerxes) ·
Kikkerpolder (UVS) ·
De Koeburg (Zeist) ·
Koning Willem II Stadion (Willem II Vrouwen) ·
Koningsweg (Velox) ·
De Koel (VVV-Venlo Vrouwen) ·
De Koog (FC Zaanstreek) ·
De Kraal (VVV/FC VVV) ·
Krommedijk (D.F.C./DS '79/SVV/Dordrecht '90) ·
J.H. Kruisstraat (Heerenveen/sc Heerenveen) ·
Laan van Vollering (DHC) ·
De Langeleegte (SC Veendam) ·
Leenderweg (De Valk) ·
Liesbosweg (Utrecht) ·
't Lood (AZ Vrouwen) ·
De Luiten (RBC) ·
Oosterenkstadion (Zwolsche Boys/PEC Zwolle) ·
Oosterpark (GVAV/Oosterparkers/FC Groningen) ·
Mauritsstadion (Fortuna '54/FSC) ·
De Meer (Ajax) ·
Mosveld (De Volewijckers) ·
Nieuw-Monnikenhuize (Vitesse) ·
Noordersportpark (EDO) ·
Olympia (RKC Waalwijk) ·
Olympisch Stadion (Blauw-Wit/Amsterdam/DWS/FC Amsterdam) ·
Olympisch Stadion (bijveld) (Blauw-Wit/DWS/FC Amsterdam) ·
De Planeet (SC Drente/Zwartemeer) ·
RBC-Stadion (RBC) ·
Reeweg (Emma) ·
Rolduckerstraat (Kerkrade/Roda Sport) ·
Rozenoord (DOSKO) ·
Sittardia-terrein (Sittardia) ·
Schoonenberg (Stormvogels/VSV/Telstar Vrouwen) ·
Spaarndammerdijk (DWS) ·
Straatweg (EBOH) ·
Aan de spoorbrug (LONGA) ·
Sportparklaan (RCH) ·
Stadspark (Velocitas) ·
Thomassen-terrein (Rheden) ·
Veemarktterrein (FC Utrecht) ·
Veldwijk (Twentse Profs/Tubantia) ·
Venweg (Limburgia) ·
De Vliert (BVV) ·
Volkspark (Enschedese Boys) ·
De Vrolijkheid (PEC Zwolle/Zwolsche Boys) ·
Wageningse Berg (Wageningen/FC Wageningen) ·
Walvisstraat (ONA) ·
Wassenaarseweg (UVS) ·
Westzanerdijk (ZFC) ·
De Wolfsdonken (Wilhelmina) ·
Xerxesweg (Xerxes) ·
Zuidendijk (EBOH) ·
Zuiderpark (ADO Den Haag)